# Osztrák–magyar háború (1477–1488)
Az osztrák–magyar háború a Hunyadi Mátyás vezette Magyar Királyság és az V. Frigyes (III. Frigyes néven  Német-római császár) uralma alatt álló Habsburg Osztrák Főhercegség katonai konfliktusa volt. A háború 1477-től 1488-ig tartott és jelentős nyereséget hozott Mátyás számára, ami megalázta Frigyest, de Mátyás 1490-ben bekövetkezett hirtelen halála után a megszerzett területeket elvesztette Magyarország.

## Konfliktus

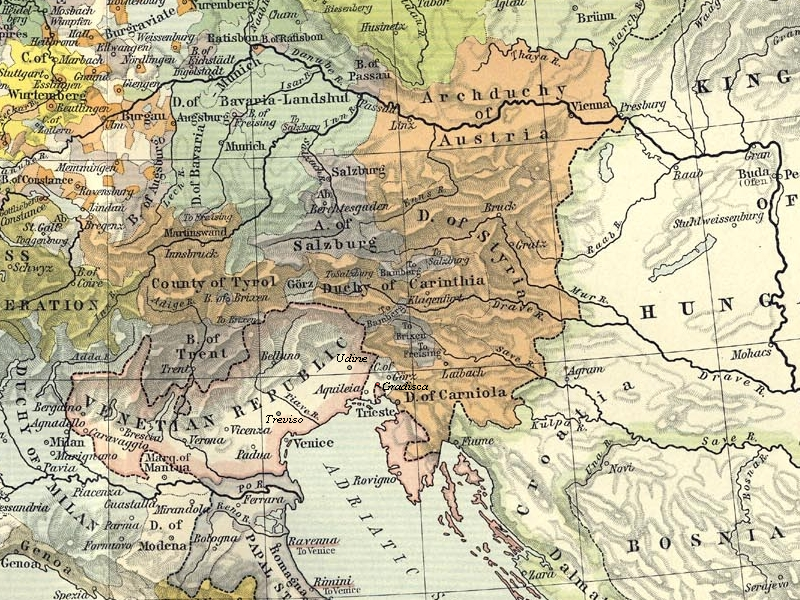
III. Frigyes földjei 1477-ben

Mátyás és III. Frigyes rivalizása egészen Mátyás 1458-as magyar királyi utódlásáig nyúlik vissza. Frigyes ekkor viselte Magyarország Szent Koronáját, és maga is magyar királyjelölt volt.  Mátyás, akit Podjebrád György cseh király támogatott, akinek Katalin lányát 1461-ben feleségül vette, végül győzött: a két rivális nézeteltéréseit 1463-ban a bécsi békeszerződéssel rendezte, amelyben Frigyes elismerte a de facto királyt és súlyos váltságdíj fejében visszaadta Mátyásnak a Szent Koronát.
II. Pál pápa beleegyezésével Mátyás 1468-ban megszállta Morvaországot és egykori szövetségesével, Podjebrád Györggyel magyar-cseh háború kezdődött azzal az ürüggyel, hogy megvédje a katolicizmust a huszita mozgalomtól.A sziléziai német nemesség, valamint a morvaországi katolikus csehek  örültek Mátyás hódításainak, és 1469-ben Olmützben cseh királynak kiáltotta ki magát.

## Csaták

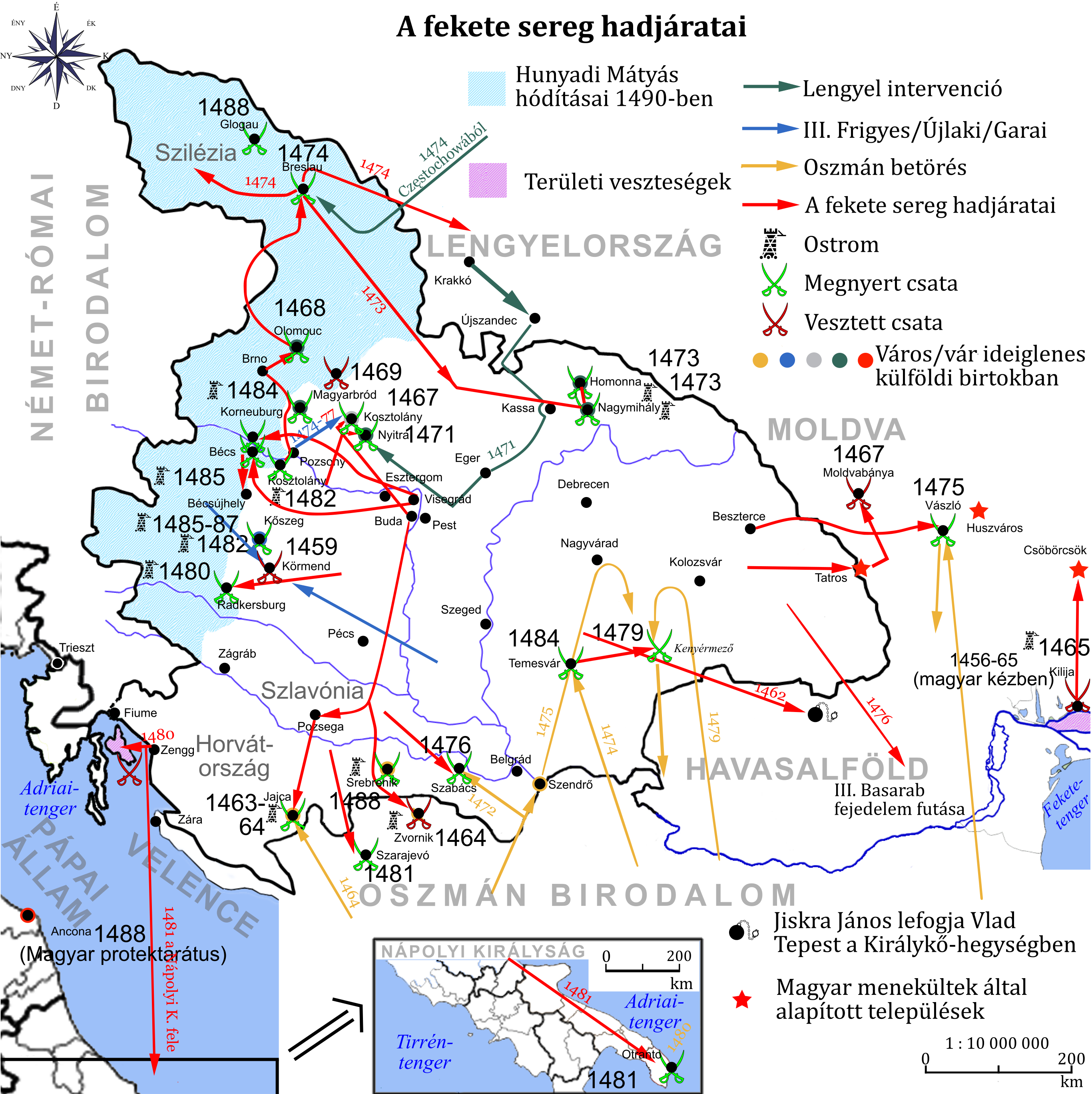
Hunyadi Mátyás háborúi, köztük Ausztria és Csehország elleni támadások, melyek mind sikerrel zárultak

Mátyás, miután 1478-ban békeszerződést kötött Ulászló királlyal, a Frigyes elleni osztrák hadjáratra koncentrálhatott. Az osztrák-magyar háború legjelentősebb csatái:
- Hainburg ostroma
- Leitzersdorfi csata
- Bécs ostroma (1485)
- Retz ostroma
- Bécsújhely ostroma

Frigyes császárnak nem sikerült segítséget kérnie a választófejedelmektől és a birodalmi államoktól. 1483-ban el kellett hagynia bécsi Hofburg rezidenciáját és  Bécsújhelybe menekült, melyet később szintén Mátyás csapatai ostromolták 18 hónapig, mígnem 1487-ben elfoglalták az erődöt. Frigyes megalázva Grazba, majd a felső-ausztriai Linzbe menekült.
A Habsburgok viszonylag gyengék voltak a hadügyek terén. Kevés erőforrással rendelkeztek, amely megküzdhetett volna a Magyarország Fekete seregével, a korai zsoldoscsapattal, olyan alkalmas parancsnokok alatt, mint Báthory István vagy Újlaki Lőrinc, amely meghódította az alsó-ausztriai területek nagy részét. Bécs és más városok elfoglalása után a háború 1488-ban fegyverszünettel ért véget. 1490-ben Mátyás váratlan halála azonban véget vetett a békének: Mátyás fia, János túl fiatal volt apja hagyatékának megtartásához, a magyar nemesek pedig túl önzőek ahhoz, hogy megvédjék a monarchiát. 

## Utóhatások

Mátyás király személyi címere (Túróczi János, 1488)

Hunyadi Mátyás Frigyes császárnak és fiának, Miksa fejedelemnek felajánlotta az osztrák tartományok és Bécs visszaadását, ha lemondanak az 1463-as szerződésről, és elfogadják Mátyást Frigyes politikai örökösének és a római császári cím valószínű örökösének. Mielőtt azonban ez megoldódott volna, Mátyás 1490-ben Bécsben halt meg. 
Amikor 1490. április 6-án Mátyás meghalt, Frigyes harc nélkül visszaszerezhette az osztrák földeket. A Habsburg-utódlást azonban nem tudta érvényesíteni a magyar trónon és fia, I. Miksa király 1491-ben aláírta a pozsonyi békét Jagelló Ulászlóval, akit Mátyás magyarországi utódjává választottak. A szerződés Mátyás hódításainak visszatéréséről szólt, valamint arról, hogy Miksa Ulászló utódja lesz, ha nem nemz örököst a haláláig. Ez nem történt meg, mivel 1506-ban megszületett Ulászló fia, II. Lajos, de a Habsburgok jelentős nyomást gyakoroltak a Jagellókra az 1515-ös első bécsi kongresszussal, amelyen két királyi esküvőt rendeztek Ulászló lányának, Annának Miksa unokájával, Ferdinánddal és Miksa unokája, Mária II. Lajossal. A Szent István-székesegyházban tartott kettős esküvő döntően előremozdította a Habsburg-utódlás későbbi sikerességét.
Az új király megszüntette a megreformált adórendszert, az állandó hadsereget és az uralkodó központosított hatalmát. A magyar nemesek ebben közreműködtek, hozzájárulva az ország meggyengüléséhez egészen 1526-ig, amikor a mohácsi csatában Magyarország vereséget szenvedett az Oszmán Birodalomtól, melynek során II. Lajos király életét vesztette. Ausztriai Ferdinánd Habsburg főherceg Annával kötött házasságával vállalta az utódlást, bátyja, V. Károly császár a magyar nemesek beleegyezését is elérte. 1527. február 24-én Pozsonyban királlyá koronázták, megalapozva a többnemzetű Habsburg monarchiát.

## Fordítás
Ez a szócikk részben vagy egészben  az   Austrian–Hungarian War (1477–1488) című angol Wikipédia-szócikk fordításán alapul.  Az eredeti cikk szerkesztőit annak laptörténete sorolja fel. Ez a jelzés csupán a megfogalmazás eredetét és a szerzői jogokat jelzi, nem szolgál a cikkben szereplő információk forrásmegjelöléseként.